# Lidava, Zdolbuniv
Lidava (în ucraineană Лідава) este un sat în comuna Urvenna din raionul Zdolbuniv, regiunea Rivne, Ucraina.

## Demografie
Componența lingvistică a localității Lidava
     Ucraineană (100%)
Conform recensământului din 2001, toată populația localității Lidava era vorbitoare de ucraineană (100%).